# La Roche-Jaudy
La Roche-Jaudy é uma comuna francesa na região administrativa da Bretanha, no departamento de Côtes-d'Armor. Estende-se por uma área de 29.42 km². Em 2010 a comuna tinha 3 273 habitantes (densidade: 111,3 hab./km²).
Foi criada em 1 de janeiro de 2019, após a fusão das antigas comunas de La Roche-Derrien (sede), Hengoat, Pommerit-Jaudy e Pouldouran.